# Juraj Jakubisko
Juraj Jakubisko (Kojšov, 30 aprile 1938 – Praga, 24 febbraio 2023) è stato un regista e sceneggiatore slovacco.
I suoi film sono caratterizzati da poesia, bizzarria e giocosità. Fu sposato con l'attrice e produttrice slovacca Deana Horváthová.
Dal 2001 fu docente alla facoltà di cinema e televisione dell'Accademia di arti musicali di Praga.

## Biografia
Juraj Jakubisko nacque a Kojšov, un villaggio nel remoto distretto di Gelnica nella Slovacchia orientale. Studiò alla scuola superiore artistico-industriale di Bratislava, in cui conobbe Elo Havetta. Entrambi proseguirono gli studi alla facoltà di cinema e televisione dell'Accademia di arti musicali di Praga nel periodo della Nová vlna cecoslovacca. Durante gli studi realizzò numerosi cortometraggi e documentari.
Dopo essersi laureato nel 1966, si aprì per il regista un periodo molto produttivo e interessante. In meno di quattro anni realizzò tre film. Debuttò con il film di successo Kristove roky ("Gli anni di Cristo") (1967) e ha continuato con i film Zbehovia a pútnici ("I disertori e i nomadi", 1968) Vtáčkovia, siroty a blázni ("Gli orfani, gli uccelli e i pazzi", 1969). A causa della sfavorevole situazione politica in Cecoslovacchia, dopo la normalizzazione non riuscì a terminare il suo quarto lungometraggio Dovidenia v pekle, priatelia! ("Arrivederci all'inferno, amici!", questo film fu terminato nel 1990).
Nel 1971 gli fu vietato di girare film e si trasferì al Cortometraggio di Bratislava, dove ha potuto realizzare solo cortometraggi o mediometraggi. Durante questo periodo Jakubisko ha realizzato i film Stavba storočia ("La costruzione del secolo", 1972), Ondrej Nepela (1974), Výstavba tranzitného plynovodu ZSSR, NDR, Západná Európa ("Costruzione del gasdotto di transito URSS-RDT-Europa occidentale", 1974), Filmy v mesiaci ČSSP ("Film nel mese dell'amicizia cecoslovacco-sovietica", 1976), Dožinky '77 (1978). Nonostante la forte censura, riuscì a realizzare un film su ordinazione, Bubeník Červeného kríža ("L'araldo della Croce rossa", 1977), che brillò per eccezionali qualità artistiche. Nel 1975 sposò Ľudmila Vašová, dalla quale ebbe una figlia, Janetta. Nel 1984 Jakubisko ha divorziato.
Alla fine degli anni '80 gli fu permesso di girare un altro lungometraggio, e così realizzò il film Postav dom, zasaď strom ("Costruisci una casa, pianta un albero", 1979). Dopo il film, nonostante il successo di pubblico, ci furono ripetute critiche da parte dei funzionari statali. Arrivarono nuove sanzioni, ma non così crudeli: gli fu consentito di fare solo film storici, fiabe e commedie. Fino al 1989 ha realizzato il film televisivo in tre parti Nevera po slovensky ("Infedeltà in slovacco", 1979), quello fiabesco Perinbaba ("La signora della neve", 1985) e la serie televisiva in sette parti Teta ("La zia di Frankenstein", 1987), che ha poi curato in una versione cinematografica intitolata Pehavý Max a strašidlá ("Max il lentigginoso e i fantasmi", 1987). Durante questo periodo ha realizzato il film pluripremiato Tisícročná včela ("L'ape millenaria", 1983). Tre mesi prima della caduta del regime comunista, il suo ultimo film degli anni '80 è stato proiettato per la prima volta: Sedím na konári a je mi dobre ("Sono seduto su un ramo e mi sento bene", 1989).
Nel 1985 si risposò. Insieme alla sua nuova moglie, Deana Horváthová, ha fondato la società di produzione J&J Jakubisko Film, che Deana Horváthová gestisce dal 1991. Insieme hanno un figlio Jorik. Nel 1990, senza alcuna pressione politica, ha realizzato il film televisivo Takmer ružový príbeh  ("Una storia quasi rosa", 1990). Nel 1992 ha continuato con il film Lepšie byť bohatý a zdravý ako chudobný a chorý ("Meglio essere ricchi e sani che poveri e malati"). Dal 1993 si è trasferito a Praga, dove ha realizzato il suo film Nejasná správa o konci sveta ("Rapporto poco chiaro sulla fine del mondo", 1997), che è stato anche il primo film prodotto da J&J Jakubisko Film. Nel nuovo millennio ha realizzato film come Post Coitum (2004) e Bathory (2008).

## Filmografia
- Posledný nálet (1960)
- Každý den má svoje jméno (1960)
- Strieborný vietor (1961)
- Prvá trieda (1962)
- Mlčení (1963)
- Déšť (1965)
- Čekají na Godota (1965)
- Kristove roky (1967)
- Zbehovia a pútnici (1968)
- Vtáčkovia, siroty a blázni (1969)
- Dovidenia v pekle, priatelia! (1970/1990)
- Stavba storočia (1972)
- Slovensko - krajina pod Tatrami (TV, 1975)
- Bubeník Červeného kríža (1977)
- Tri vrecia cementu a živý kohút (1978)
- Postav dom, zasaď strom (1979)
- Nevera po slovensky I., II. (1981)
- Tisícročná včela (1983)
- Perinbaba (1985)
- Pehavý Max a strašidlá (1987)
- Frankensteinova Teta (mini) serial TV, (1987)
- Sedím na konári a je mi dobre (1989)
- Takmer ružový príbeh (TV, 1990)
- Lepšie byť bohatý a zdravý ako chudobný a chorý (1992)
- Nejasná zpráva o konci světa (1997)
- Post coitum (2004)
- Bathory (2008)
- Zapomenutý epos (2018)
- Slovanská Epopej (2018)
- Perinbaba 2 (2020)

## Riconoscimenti

### 1967
- Premio Cineclub 
 Kristove roky 
 •  Premio speciale 
 Vysťahovalec 
 •  Premio speciale della giuria
- XVIII Film festival dei lavoratori, Ostrov nad Ohří 
 Kristove roky 
 • Premio della giuria
- X Film festival internazionale Gran Premio di Bergamo 
 Dážď 
 • Medaglia d'oro nella categoria film d'autore

### 1968
- Premio della critica cinematografica cecoslovacca 1967 
 Kristove roky 
 •  miglior film cecoslovacco dell'anno
- Premio Finále Plzeň 
 Zbehovia a pútnici 
 • Premio per la regia e la fotografia

### 1969
- Concorso del film cecoslovacco, Sorrento 
 • Sirena d'oro per la regia dei film Kristove roky, Zbehovia a pútnici a Vtáčkovia, siroty a blázni
- Trilobit 1968 
 Zbehovia a pútnici 
 •  Migliore scenografia 
 •  Migliore regia 
 •  Migliore fotografia
- IGRIC 1968  
 Zbehovia a pútnici 
 •  Migliore scenografia 
 •  Migliore regia 
 •  Migliore fotografia

### 1973
- VI Film festival internazionale del film tecnico, Budapest 
 Stavba storočia 
• Primo premio

### 1978
- Film festival di Oberhausen 
 Bubeník Červeného kríža 
 • Premio speciale
- Film festival internazionale Varna 
 Bubeník Červeného kríža 
 • Medaglia d'oro
- XV Concorso statale ARS FILM 
 Bubeník Červeného kríža 
 • Primo premio

### 1979
- Film festival internazionale del film tecnico MFF, Budapest 
 Bubeník Červeného kríža 
 • Primo premio

### 1986
- Film festival internazionale per bambini e giovani, Gottwaldov 
 Perinbaba 
 • Premio speciale della giuria
- Medaglia del film slovacco 
 Perinbaba

### 1987
- Rassegna internazionale del cinema di Rimouski 
 Perinbaba 
 • Primo premio Camerio
- I Film festival internazionale per bambini e giovani Buenos Aires 
 Perinbaba 
 • Primo premio della giuria

### 1988
- Titolo di artista meritevole.

### 1990
- Film festival internazionale di Mosca 
 Sedím na konári a je mi dobre 
 • Primo premio
- Festival del cinema ceco e slovacco 
 Sedím na konári a je mi dobre 
 • Premio speciale della giuria
- Film festival internazionale di Strasburgo 
 Sedím na konári a je mi dobre 
 • Premio della giuria e premio Alsace Media

### 1993
- IX Festival del Cinema di Troia Setubal 
 Lepšie byť bohatý a zdravý ako chudobný a chorý 
 • Delfino d'oro

### 1997
- Pescara 
 Nejasná správa o konci sveta 
 • Delfino d'oro per la miglior regia

### 1998
- San Diego Film Festival 
 Nejasná správa o konci sveta 
 • Premio per la miglior regia
- Premio speciale del Fondo letterario slovacco  
 Nejasná správa o konci sveta 
 • Premio per la miglior regia

### 1999
- Cran Gevier 99 
 Sedím na konári a je mi dobre 
 • Premio per il miglior film